# Maestro Cipó
Maestro Cipó, nome artístico de Orlando Silva de Oliveira Costa (Itapira-SP, 24 de novembro de 1922 — Rio de Janeiro, RJ, 3 de novembro de 1992) foi um saxofonista, arranjador, compositor musical e líder de orquestra brasileiro. Considerado um orquestrador inovador, ele participou de diversas orquestras e grupos, e atuou como arranjador na rádio Tupi e diretor musical na TV Tupi.
O "Cipó" de seu nome artístico foi escolhido por ele ser magricela, parecendo um cipó.

## Carreira
Maestro Cipó ingressou no universo musical após aprender a tocar clarinete, aos dez anos de idade em sua cidade natal.
Em 1943, foi para o Rio de Janeiro, contratado pela orquestra de Simon Boutman. Na década de 1950 ingressou na Rádio Tupi, como arranjador.
Em 1958 foi convidado pelo diretor Watson Macedo para fazer a trilha-sonora do filme "Alegria de Viver".
Em 1961, participou da I Semana de Música de Vanguarda. Ainda nos anos 1960, tornou-se diretor musical da TV Tupi. 
Nos anos 1960 e 1970 participou de dezenas de programas musicais produzidos pelas tevês Tupi, Rio, Excelsior, entre outras.
Em 1965 regeu a orquestra na gravação do LP "Maria Betânia". Neste mesmo ano, e nos três anos subsequentes, foi ativo participante, como diretor musical do Clube de Jazz e Bossa, dirigido por Jorginho Guinle e Ricardo Cravo Albin em várias casas noturnas do Rio. 

## Discografia
Solo
- 1946 - Cipó e Sua Orquestra
- 1958 - Assim eu danço... (creditado como "Cipó e seu conjunto")
- 1959 - Melodias favoritas da tela (creditado como "Cipó e seu conjunto")
- 1963 - Madison sensacional (creditado como "Cipó e seus Madison Boy's")
- 1964 - Aqui começa o maravilhoso mundo da música (creditado como "A Fantástica Orquestra de Stúdio de Cipó")
- 1965 - Ritmo espetacular (creditado como "Cipó e Academia de Samba Imperial")
- 1965 - Brazilian Beat (creditado como "Cipó And His Authentic Rhythm Group")
- 1979 - A Gafieira (creditado como "Cipó e Sua Orquestra")

com a Turma da Gafieira
- 1957 - Turma da Gafieira
- 1958 - Samba Em Hi-Fi
- 1962 - Melodia Ritmo Alegria

com o conjunto "Sete de Ouros"
- 1962 - 7 de Ouros
- 1964 - Impacto!

Participações/Aparições em outros projetos
- 1957 - LP "Festival de Jazz - 2º Grande Concerto" (Vários Artistas - Gravadora Sinter)
- 1965 - regeu a orquestra na gravação do LP "Maria Bethânia", o primeiro álbum da cantora Maria Bethânia

## Trilhas-Sonoras
Fonte:imdb.com
- 1957 - Trilha-sonora do filme "Sherlock de Araque"
- 1958 - Trilha-sonora do filme "Alegria de Viver".
- 1970 - Diretor musical do filme "A Vingança Dos Doze"
- 1971 - Diretor musical do filme "Pra Quem Fica, Tchau!"
- 1971 - Diretor musical do filme "Aventuras com Tio Maneco"
- 1973 - Diretor musical do filme "Quem é Beta?"